# Prestamera
La prestamera o prestamería es un estipendio o pensión procedente de rentas eclesiásticas que se daba temporalmente a manera de beca o ayuda de costa a los que estudiaban para sacerdotes o cualquier otro título o a los que militaban por la Iglesia Católica. Con el tiempo llegó a entenderse por tal cualquier prebenda o beneficio eclesiástico.
Según el Diccionario de la Real Academia de la Lengua Española, este préstamo era "una ayuda temporal que se concedía a los estudiantes de seminarios, para sacerdotes (lo que para estudiantes seglares y hasta ahora se llamaba beca) hasta que se fue consolidando como un beneficio eclesiástico simple", ya que no tenía residencia ni estaba comprometido para un fin concreto, sino que su uso variaba en función del obispado. Se llamaba prestameros a los que disfrutaban de un préstamo de este tipo, si bien no hay que confundir a este tipo de prestameros con los llamados prestameros mayores (por ejemplo, Juan Hurtado de Mendoza, que fue prestamero mayor de Vizcaya, un noble a quien la Iglesia había concedido beneficios para sí y su familia que se desmembraban y secularizaban y cuya recaudación lógicamente podía realizar).
Existían en casi todas las parroquias, y participaban, en unión de los propietarios de los beneficios simples, de las rentas del diezmo. Aunque al principio eran aportaciones del prelado para ayudar a los estudios de los clérigos beneficiados, posteriormente también, al menos en teoría, se prefería a los clérigos pobres dotándoseles de renta para la consecución de dichos estudios universitarios; pero la realidad es que estaban anexas a instituciones, colegios, conventos o clérigos ausentes y no siempre cumplían el objetivo inicial.